# ICE Magazine
ICE Magazine var en tidskrift för män som gavs ut i England, men som lades ner 2006.